# Barbara Loden
Barbara Loden, född 8 juli 1932 i Marion i North Carolina, död 5 september 1980 i New York i New York, var en amerikansk skådespelerska och regissör. År 1970 regisserade hon den kritikerrosade independentfilmen Wanda.

## Biografi
Barbara Loden föddes och växte upp i North Carolina i östra USA. I unga år var hon bland annat modell i fotoillustrationer till noveller i veckotidningar. På 1950-talet studerade hon teater i New York och blev därefter en känd Broadway-skådespelare och sedermera teater- och filmregissör.
Loden började sin skådespelarkarriär på Broadway 1957 och hade sin största framgång i rollen som den Marilyn Monroe-liknande karaktären "Maggie" i Elia Kazans uppsättning av Arthur Millers pjäs Efter syndafallet. 1964 vann hon Tony Award för sin insats i pjäsen. Hon medverkade i flera filmer och TV-dramer och började vid 1960-talets slut även att skriva och regissera egna filmer. Hon var gift med regissören Elia Kazan från 1968 till sin död.
1970 regisserade Loden independentfilmen Wanda baserad på eget manus och med sig själv i huvudrollen som arbetarkvinnan Wanda Goransky. Wanda ingår i den samtida trenden av road-movies med filmer som Bonnie och Clyde (1967), Easy Rider (1969 ) och Five Easy Pieces (1970). Dessa filmer om flykten från vardagen med ett vilset och tröstlöst resande färgas av en amerikansk fanatsi om personlig frihet och frigörelse. Här finns i tragiken även hopp och drömmar. Hos Barbara Lodens Wanda finns inget av detta, inget skimmer av frihet under hennes bistra äventyr. Hon är en frånskild arbetarkvinna som blivit andligen och kroppsligen bedövad av sitt tidigare liv. Under den desorienterade resa hon gör med en okänd man är hon viljelös; som om det enda sättet att överleva är genom att förhålla sig totalt passiv. Barbara Loden gestaltar arbetarkvinnan Wanda i en naturalistisk stil och filmen undviker dramaturgiska konventioner och böjelser för romantik, drama och action. Filmen blev mycket väl mottagen och ansågs av flera kritiker vara årets bästa film. Vid filmfestivalen i Venedig 1970 fick den Venice Film Festival's International Critics Prize.
Barbara Loden var även teaterregissör och satte upp off-Broadway pjäser. 
Hon förberedde inspelningen av en film baserad på boken The Awakening av författaren Kate Chopin när hon avled i cancer 1980 48 år gammal efter många års sjukdom.

## Teater

### Roller
| År   | Roll   | Produktion                      | Regi       | Teater                                        |
| ---- | ------ | ------------------------------- | ---------- | --------------------------------------------- |
| 1964 | Maggie | Efter syndafallet Arthur Miller | Elia Kazan | ANTA Washington Square Theatre, New York, USA |